# 来舟镇
来舟镇是中国福建省南平市延平区下辖的一个镇。

## 名称由来
来舟原名莱州镇。因与山东省莱州市同名，1980年7月28日改名。

## 行政区划
来舟镇共辖3个社区、7个行政村，分别是：
新建社区、建设社区、铁路社区、王富村、东山村、蛟湖村、游地村、宋坍村、城门村、傍溪村。